# جناسم
جناسم، روستایی است از توابع بخش مرکزی شهرستان میاندورود در استان مازندران ایران.

## جمعیت
این روستا در دهستان کوهدشت قرار داشته و براساس آخرین سرشماری مرکز آمار ایران که در سال ۱۳۸۵ صورت گرفته، جمعیت آن ۱۳۳نفر (۳۲خانوار) بوده‌است.